# Sinagoga Maimònides
La sinagoga de Maimònides (hebreu: בית הכנסת הרמב"ם, Beit HaKneset HaRambam‎; àrab: كنيس ابن ميمون, kanīs Ibn Maymūn), també coneguda com la sinagoga de Rav Moshe, és una sinagoga històrica del Caire, a Egipte. La sinagoga fou fundada al segle x i va ser anomenada posteriorment amb el nom del famós filòsof jueu, rabí i metge Maimònides, després de la seva arribada al Caire al voltant de l'any 1168, a conseqüència del seu exili de Còrdova, a l'Àndalus, que havia caigut en mans dels almohades. Es creu que al seu interior es conserva la tomba original de Maimònides. En març de 2010, el govern egipci va completar la restauració de l'edifici actual, que data de finals del segle xix.